# Irakoorlog
De Irakoorlog was een door de Verenigde Staten en het Verenigd Koninkrijk in maart 2003 ingezette oorlog tegen en in Irak, waarbij ook andere landen troepen leverden. De oorlog was onderdeel van de War on Terror. Schattingen van het aantal slachtoffers lopen sterk uiteen, van circa 150.000 tot vele honderdduizenden doden.
De oorlog kan worden onderverdeeld in twee fases. De eerste fase (maart-mei 2003) was de invasie waarbij een multinationale troepenmacht, de zogenoemde Coalition of the Willing, in krap anderhalve maand tijd het bewind van Saddam Hoessein verdreef. Het doel van de coalitie was naar eigen zeggen het ten val brengen van het regime van Saddam Hoessein, dat de Iraakse bevolking zou onderdrukken, het internationale terrorisme zou ondersteunen en massavernietigingswapens zou hebben ontwikkeld, bezitten en hebben ingezet. Tot op heden zijn dergelijke wapens niet gevonden, noch is een verband met Al Qaida aangetoond. Enkele maanden nadat de coalitie het Iraakse grondgebied had ingenomen werd Saddam Hoessein gearresteerd. Hij werd drie jaar later geëxecuteerd.
De fase na de invasie (2003-2011) bestond uit een programma van nation-building, de opbouw van een nieuw Irak door de coalitiemacht die de macht had overgenomen van Saddam Hoessein. Deze fase werd vanaf het begin geplaagd door grootschalige opstanden tegen de bezettende troepen. Tegelijkertijd groeiden de onderlinge spanningen tussen de verschillende bevolkingsgroepen doordat de voorheen machtige soennitische minderheid zich in het nieuwe Irak bedreigd voelde door de sjiitische meerderheid. Tussen 2006 en 2009 escaleerde het onderlinge geweld zodanig dat wel gesproken werd van een burgeroorlog.
De Amerikanen trokken in december 2011 hun laatste troepen terug. Het conflict was daarmee echter niet ten einde en zou opnieuw escaleren door voortwoekerend onderling geweld, het overslaan op Irak van de in 2011 uitgebroken Syrische Burgeroorlog, het bloedig neerslaan van nieuwe protesten tegen de overheid en de oprichting van jihadistenbeweging Islamitische Staat (ISIS), die mede vanwege het machtsvacuüm na Saddam Hoessein kon ontstaan en in de zomer van 2014 het noorden van Irak binnenviel en een islamitisch kalifaat uitriep. Om ISIS te bestrijden, keerden de VS in 2014 na tweeënhalf jaar afwezigheid alweer terug aan het Iraakse strijdtoneel, als aanvoerder van een nieuwe internationale coalitie.

## Voorgeschiedenis

### Golfoorlog van 1991
Op 17 januari 1991 begon Operatie Desert Storm, die ten doel had het Iraakse leger te verdrijven uit het door Irak in augustus van het jaar daarvoor bezette Koeweit. De strijd werd gevoerd door een grote coalitie van landen, onder aanvoering van de Verenigde Staten en eindigde begin maart 1991 met het beoogde resultaat.

### UNSCOM en sancties
In de daaropvolgende wapenstilstand was de voorwaarde opgenomen dat Irak zich zou ontdoen van zijn massavernietigingswapens, onder toezicht van wapeninspecteurs van de Verenigde Naties in een missie genaamd UNSCOM. Het luchtruim van Noord-Irak en Zuid-Irak werd beheerst door de VS en VK. Er werden ook sancties ingesteld om de Iraakse in- en uitvoer te beperken.
Op 31 oktober 1998 beëindigde Irak de toestemming voor verdere inspecties.  Op 16 december 1998, de dag dat de UNSCOM-inspecteurs Irak verlieten, begon Operatie Desert Fox en werden doelwitten in Irak gebombardeerd door Amerikaanse en Britse vliegtuigen.
De Iraakse tegenwerking en de afwezigheid van controle voedde bij sommigen de angst dat het regime van Saddam Hoessein nog steeds bezig was met de productie van massavernietigingswapens, wat verondersteld werd, want uiteindelijk werden er helemaal geen massavernietigingswapens gevonden.
De sancties hadden evenwel een catastrofaal effect op de Iraakse bevolking. De levensstandaard in Irak daalde jaar na jaar. Dit leidde tot kritiek en ondermijnde de politieke wil de sancties te handhaven. Opheffen was voor de VS evenwel niet bespreekbaar, omdat er dan de kans bestond dat Irak zich zou herstellen en opnieuw de machtsbalans in het Midden-Oosten kon verstoren. Hierdoor kwam meer en meer de optie om Saddam Hoessein en zijn kliek met geweld te verwijderen, op tafel.

### 11 september 2001
In de loop der jaren legde Irak alle oproepen om de VN-inspecteurs weer toe te laten en openheid van zaken te geven over zijn vermeende wapenprogramma’s naast zich neer. Na de terroristische aanslagen op 11 september 2001 besloten de Amerikanen deze weigering niet langer te tolereren.
Kort na de aanslagen kondigde de regering van George W. Bush de strijd tegen terrorisme aan, vergezeld met de doctrine van de preëmptieve militaire actie, de bushdoctrine genaamd.
De Amerikanen drongen er bij de Veiligheidsraad van de Verenigde Naties op aan om een nieuwe resolutie aan te nemen die een oorlog zou kunnen rechtvaardigen. Onder deze toegenomen druk stemde het Iraakse bewind op 16 september 2002 in met de terugkeer van de wapeninspecteurs.

### Ontwapeningscrisis
In 2002 rees de ontwapeningscrisis rondom Irak allereerst als een diplomatieke situatie. In oktober 2002 kreeg president Bush van het Amerikaanse Congres toestemming om oorlog te voeren met Irak. De "Joint Resolution to Authorize the Use of United States Armed Forces Against Iraq" bevatte de aanmoediging, maar niet de vereiste, om van de VN-Veiligheidsraad goedkeuring voor militaire actie te verkrijgen.
Uiteindelijk nam de Veiligheidsraad op 8 november 2002 unaniem resolutie 1441 aan, die het Iraakse regime een laatste kans bood eerdere resoluties uit te voeren, op straffe van ‘ernstige gevolgen’. Irak werkte mee, maar allesbehalve van harte, en slaagde er daardoor in de eensgezindheid in de Veiligheidsraad te doorbreken. De VS en het Verenigd Koninkrijk vonden begin 2003 dat Saddam zijn laatste kans verspeeld had, terwijl andere landen, waaronder Frankrijk en Duitsland, van mening waren dat de inspecties meer tijd moesten krijgen.
Toen duidelijk werd dat in de Veiligheidsraad geen meerderheid te vinden was voor een resolutie die militair geweld zou rechtvaardigen, en dat het waarschijnlijk was dat Frankrijk en wellicht Rusland en China een veto uit zouden spreken tegen een dergelijke resolutie, besloten de VS en de Britten Irak een ultimatum te stellen zonder expliciete machtiging van de Veiligheidsraad. De eisen in het ultimatum (onder meer het aftreden van Saddam Hoessein), en de korte tijd van slechts enkele dagen, maakten het op voorhand aannemelijk dat deze niet ingewilligd zouden worden.

### Aangevoerde motieven voor de oorlog
Voor de noodzaak om Irak binnen te vallen werden de volgende redenen aangedragen:
1. Irak zou in het bezit zijn van massavernietigingswapens;
2. Irak zou het internationale terrorisme steunen, met name Al Qaida;
3. Saddam Hoessein zou zijn bevolking onderdrukken en vermoorden en moest daarom verwijderd worden;
4. Saddam Hoessein steunde het zelfmoordterrorisme tegen Israëliërs. Nabestaanden van zelfmoordterroristen kregen van Saddam een financiële tegemoetkoming;
5. Saddam Hoessein negeerde keer op keer allerlei resoluties van de VN-Veiligheidsraad.

Vanuit het oogpunt van rechtmatigheid is een aantal van de bovenstaande argumenten niet overeind gebleven, doordat er geen bewijsgrond voor was. De punten 3 en 5 bleven echter onomstreden. Overigens was een aantal waarnemers van mening dat de 5 argumenten geen wettelijke rechtvaardiging voor het schenden van de soevereiniteit van een erkende staat kon betekenen, al was en is daarover tot op de dag van vandaag veel discussie. Er is geen bewijs gevonden voor een relatie tussen de Iraakse regering en Al Qaida. Het onderdrukken van een bevolking door een regering geldt binnen de internationale politieke traditie als een 'binnenlandse aangelegenheid'. Israël heeft de VS nooit verzocht om een inval in Irak en evenmin was er sprake van een oorlog tussen Irak en een bondgenoot van de VS. De Veiligheidsraad heeft geen goedkeuring verleend aan de inval en zou dat waarschijnlijk ook niet hebben gedaan wanneer het voorstel ter stemming was gekomen (Frankrijk zou vrijwel zeker een veto hebben uitgesproken). Een resolutie van de Veiligheidsraad zou echter niet per definitie rechtmatigheid creëren in het licht van de actuele internationale wetgeving. Het negeren door Irak van de resoluties is evident en erkend omdat er resoluties zijn aangenomen ter bevestiging hiervan, de sancties die aan deze resoluties zijn verbonden waren voor de inval echter altijd beperkt tot een economische boycot.

### De coalitie
De coalitie, bekend onder de Amerikaanse naam Coalition of the Willing, bestond uit 31 landen: de Verenigde Staten, het Verenigd Koninkrijk, Afghanistan, Albanië, Australië, Azerbeidzjan, Bulgarije, Colombia, Denemarken, El Salvador, Eritrea, Estland, Ethiopië, Filipijnen, Georgië, Hongarije, Italië, Japan, Letland, Litouwen, Macedonië, Nederland, Nicaragua, Oezbekistan, Polen, Roemenië, Slowakije, Spanje, Tsjechië, Zuid-Korea.
Naast de eenendertig landen die de coalitie openlijk steunen zouden er nog vijftien landen, die niet bij naam genoemd wilden worden, tot de coalitie behoren.
Openlijk tegen de oorlog waren onder meer België, Brazilië, Canada, China, Cuba, Duitsland, Frankrijk, India, Indonesië, Libië, Luxemburg, Mexico, Rusland, het Vaticaan, Zweden, Zwitserland en alle Arabische landen behalve Koeweit. Spanje sloot zich in 2004 na een regeringswisseling bij de critici aan.

#### Nederlandse deelname
Het Nederlandse kabinet-Balkenende I verleende officieel slechts 'politieke steun' aan de oorlog; premier Balkenende verklaarde dat van militaire deelname geen sprake zou zijn. Uit eigen onderzoek concludeerde het VPRO-radioprogramma Argos vier jaar na dato echter dat ook Nederlandse commando's en F-16's van de Koninklijke Luchtmacht aan de eerste fase van de oorlog hebben deelgenomen, onder andere met verkenningsvluchten boven Irak. Op 27 januari 2009 meldde RTL Nieuws dat het kabinet ook de inzet van een fregat heeft overwogen hoewel premier Balkenende dit tegenover de Tweede Kamer altijd had ontkend.
De regering besloot tot een onafhankelijk onderzoek door een commissie, te leiden door de oud-president van de Hoge Raad mr. Willibrord Davids. De oppositie bleef echter aandringen op een parlementaire enquête; de ruimte hiervoor werd gecreëerd nadat PvdA-fractievoorzitter Hamer zulks had afgedwongen na openbaarmaking van het rapport. De commissie werd geacht uiterlijk 1 november 2009 te rapporteren. Op 12 januari 2010 presenteerde de Commissie-Davids haar bevindingen in een rapport.
De belangrijkste conclusies waren:
- Er was geen adequaat volkenrechtelijk mandaat voor de inval in Irak.
- Er is geen bewijs voor actieve Nederlandse militaire bijdrage aan de inval.
- Premier Balkenende gaf geen of weinig leiding aan de debatten over Irak.
- De AIVD en de MIVD waren over Irak genuanceerder dan buitenlandse inlichtingendiensten.
- Die nuanceringen zijn niet door de Nederlandse ministers overgenomen.
- Er is geen volledige openheid van zaken gegeven tegenover het parlement over het Amerikaanse steunverzoek voor militaire opbouw.
- De informatieverstrekking aan de Tweede Kamer was op sommige momenten onvoldoende.

## Verloop van de invasie
Al vanaf mei 2002, ver voor het officiële begin van de oorlog, voerden Amerikaanse en Britse vliegtuigen missies uit boven Irak. Dit waren zogenaamde 'prik-activiteiten', bedoeld om het regime van Saddam Hoessein te prikkelen.
In 2002 werden ook (voornamelijk Koerdische) Iraakse ballingen door de CIA getraind op een geheime militaire basis in Jordanië om in steden als Bagdad en Fallujah sabotagedaden uit te voeren en zo de indruk te geven dat er een opstand bezig was.
Op 20 maart 2003 begon de invasie en daarmee de Irakoorlog, met beperkte aanvallen op de Iraakse hoofdstad Bagdad om 5.30 uur (plaatselijke tijd).
Het Iraakse verzet was aanvankelijk zwaarder dan verwacht, maar stortte vrij plotseling in.

### Belangrijke gebeurtenissen
- 20 maart - Anderhalf uur nadat het ultimatum verstreken is, begint de oorlog met een precisieaanval door de Amerikanen op Bagdad, "Operation Iraqi Freedom" gedoopt.[9] De Amerikaanse en Britse strijdkrachten beginnen met grootschalige bombardementen op voornamelijk militaire doelen in Bagdad. Ook Iraakse stellingen in het zuiden worden gebombardeerd. De val van de havenstad Umm Qasr wordt gemeld, en een onbekend aantal Iraakse soldaten geeft zich over.
- 21 maart - Opnieuw zware bombardementen op Bagdad. Turkije valt het noorden van Irak binnen. Officieel is dit om vluchtelingen tegen te gaan, maar algemeen wordt aangenomen dat het feitelijke doel het voorkomen van een onafhankelijke Koerdische staat in Noord-Irak is. Later wordt overigens deze inval weer ontkend, en grootschalig is deze in elk geval niet geweest.
- 22 maart - Amerikaanse en Britse troepen zijn de Zuid-Iraakse steden Basra en Nasiriyah binnengetrokken, meldt de BBC. De coalitietroepen hebben grote delen van Basra onder controle en het vliegveld en een brug veiliggesteld. Wel bieden speciale elite-eenheden van Saddam Hoessein in de stad nog felle tegenstand. Ook in de havenstad Umm Qasr zou toch nog steeds verzet worden geboden, ondanks eerdere berichten dat de stad al ingenomen was.
- 23 maart - De Amerikaanse sergeant Hasan Akbar, lid van de 101e Luchtlandingsdivisie, gooit handgranaten in een tent in Camp Pennsylvania en schiet daarna op VS militairen. Er vallen twee doden en veertien gewonden. Een Amerikaanse raket haalt een Brits vliegtuig neer. Irak toont dode en gevangen soldaten op de televisie. Reeds 30 doden bij Britten en Amerikanen. Er is meer verzet door Irak dan door de VS verwacht. Nog steeds transporten via de haven van Antwerpen en de luchthaven van Oostende naar Koeweit. Volgens Britse bronnen zou Saddam zwaargewond zijn. Saddam verschijnt op tv; de Amerikanen verklaren dat het Saddam zelf is en niet (zoals vaak werd beweerd) een dubbelganger, maar betwijfelen of de beelden live zijn.
- 26 maart - Twee Amerikaanse kruisraketten vallen bij vergissing op een marktplein in Bagdad; ten minste 14 burgers komen om.
- 28 maart - De Amerikaanse troepenmacht in de regio rond Irak wordt uitgebreid met nog eens 130.000 man.
- 1 april - Jessica Lynch wordt voor het oog van televisieploegen zogenaamd 'bevrijd' uit een Iraaks ziekenhuis.
- 4 april - Het vliegveld van Bagdad wordt veroverd.
- 7 april - Coalitietroepen trekken het centrum van Bagdad binnen.
- 9 april - Amerikaanse troepen lijken heer en meester in Bagdad; standbeelden van Saddam worden neergehaald, afbeeldingen vernield of verbrand.
- 10 april - Amerikaanse en Koerdische troepen veroveren Kirkoek.
- 11 april - Coalitietroepen veroveren Mosoel.
- 14 april - Met de inname van het presidentieel paleis in Tikrit is het laatste steunpunt van Hoessein in Irak gevallen. In de volgende dagen wordt er nog strijd geleverd met losse resten van de presidentiële garde (Hoesseins elitetroepen), maar alle belangrijke punten in het land zijn nu in handen van de coalitie.
- 1 mei - President Bush verklaart aan boord van een Amerikaans vliegdekschip voor de kust van San Diego, Californië dat de oorlog (major combat operations) is afgelopen. Op de achtergrond hangt een spandoek met Mission Accomplished.

## Tweede fase van de oorlog

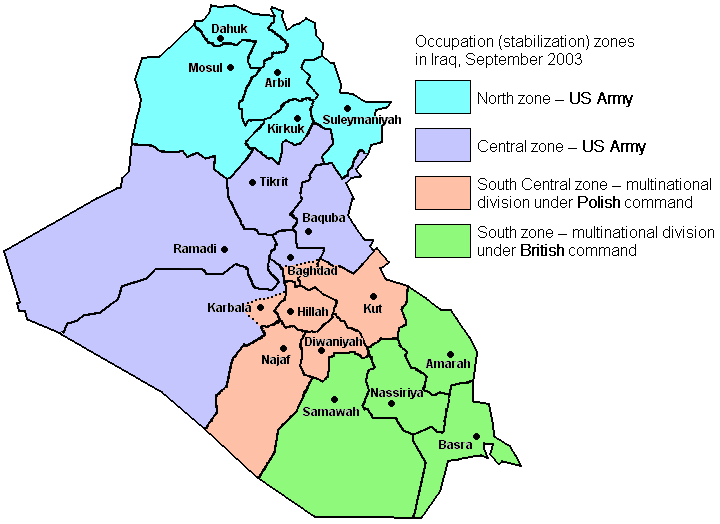
Verdeling van internationale troepen in Irak

Na afloop van de invasie werd de Coalition Provisional Authority (CPA; "Voorlopige autoriteit van de coalitie") geïnstalleerd, die onder leiding van de Amerikaan Paul Bremer het land bestuurde. De CPA werd gesteund door een stabilisatiemacht, de Stabilisation Force Iraq, waaraan ook Nederland deelnam met 1100 militairen. De Verenigde Naties accepteerden de status quo en gaven hun goedkeuring aan de Autoriteit en de stabilisatiemacht.
Na de bomaanslagen in Madrid van 11 maart 2004 en de Spaanse verkiezingen hield de nieuwe socialistische premier Jose Luis Rodriguez Zapatero zich aan zijn verkiezingsbelofte en trok de 1300 Spaanse militairen terug, met in hun kielzog Honduras.
De Amerikaanse troepen kwamen in april-mei 2004 in opspraak vanwege foto's van martelingen van Iraakse gevangenen, onder andere in de Abu Ghraib-gevangenis.
Op 28 juni 2004 droeg de CPA de autoriteit over aan een Iraakse interim-regering onder leiding van premier Iyad Allawi en president Ghazi al-Yawar. Zij maakten het land klaar voor de verkiezingen die in januari 2005 gehouden werden. Na de verkiezingen regeerde een brede coalitie onder leiding van de sjiitische premier Ibrahim Jaafari en de Koerdische president Jalal Talabani. Zij ontwierpen een nieuwe grondwet die op 28 augustus 2005 aan het parlement werd gepresenteerd.

### Opstanden in Irak sinds 2003

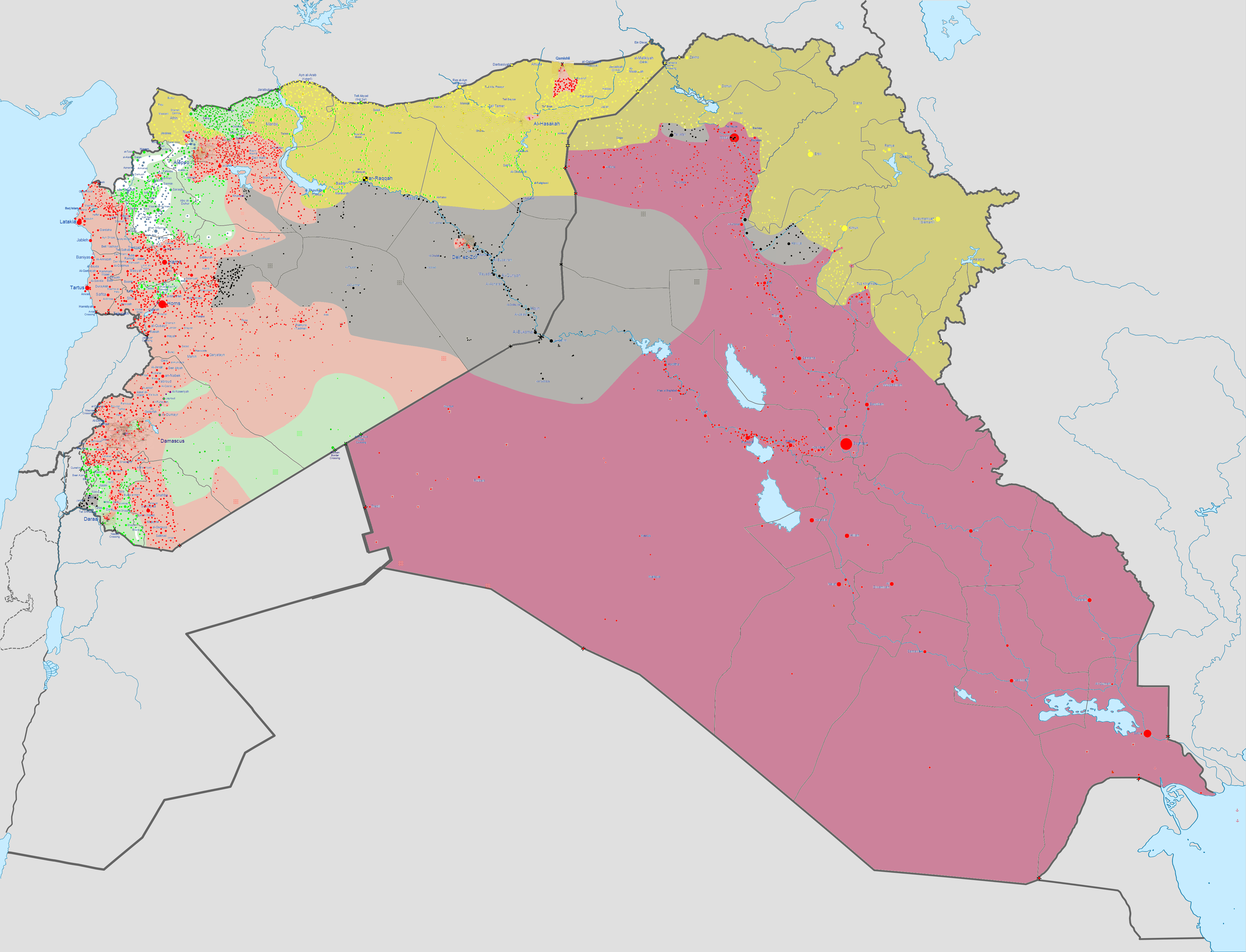
Militaire situatie in Irak en Syrië in 2017.
In handen van de Iraakse overheid
In handen van de Islamitische Staat (in Irak en de Levant) (IS)
In handen van de Iraakse Koerden
In handen van de Syrische overheid
In handen van andere Syrische rebellen (Islamitisch Front, Jabhat al-Nusra en VSL)
In handen van de Syrische Koerden

Vanaf augustus 2003 voerden opstandelingen acties uit tegen bezettende troepen en Iraakse instellingen en bevolking. In deze fase van de oorlog vallen veel meer doden, met name onder Irakezen en Amerikanen, dan tijdens de invasie van Irak.
In mei 2004 begonnen gijzelingen van buitenlandse personen. De onthoofdingsvideo van de Amerikaanse zakenman Nick Berg schokte velen in de wereld. De gijzelnemers eisten aanvankelijk het vertrek van de landen uit Irak. De Filipijnen haalden hun 31 landgenoten terug. Later werden hiernaast ook gijzelingen uitgevoerd om losgeld te ontvangen.
In de nacht van 17 december op 18 december 2011 trokken de laatste Amerikaanse troepen zich terug uit Irak. Op 15 december was de oorlog al officieel voorbij verklaard door de Amerikaanse minister van defensie Leon Panetta. Vanwege aanhoudend geweld en vanwege de internationale dreiging die uitging van de in Syrië en Irak actieve Islamitische Staat (in Irak en de Levant) zou de Amerikaanse president Barack Obama in de zomer van 2014 echter opnieuw Amerikaanse militairen inzetten in Irak.

## Vermeende massavernietigingswapens en verband met Al Qaida

### Massavernietigingswapens
Na afloop van de invasie werd een campagne opgestart door de coalitie om massavernietigingswapens te zoeken. De Amerikanen stichtten de zogenoemde Iraq Survey Group. Er werden slechts sporen van oude wapenprogramma's gevonden van vóór de Golfoorlog van 1990-1991 en slechts enkele (oude) granaten gevuld met zenuwgas. Uit documenten bleek dat de vermeende bewering dat Irak radioactief materiaal zou hebben gekocht in Niger, die Bush tijdens een State of the Union uitsprak, vervalst waren door de Italiaanse geheime dienst. Deze uitspraak leidde later indirect tot het Plamegateschandaal. Ook bleek uit documenten dat het Iraakse Nationale Congres, een beweging van Ahmed Chalabi, documenten had vervalst om te bewijzen dat er massavernietigingswapens aanwezig waren.
Enkele politici, onder wie Tony Blair, gaven later schoorvoetend toe dat wellicht geen massavernietigingswapens aanwezig waren. Ook Colin Powell zei dat hij vermoedelijk foutieve informatie had verstrekt.
De Iraq Survey Group (ISG) concludeerde uiteindelijk op 5 oktober 2004 in een 918 pagina's dik rapport dat er geen bewijs was voor de aanwezigheid van massavernietigingswapens ten tijde van de Amerikaanse inval in Irak. Echter, zij sloten niet uit dat er wellicht toch nog enige aanwezig waren, ware het niet dat die in zulke kleine hoeveelheden moesten zijn dat die militair niet significant waren. Groot probleem in deze is namelijk dat zelfs de militaire top en officiële bewindslieden van Irak zelf niet wisten of het land nu wel of niet over massavernietigingswapens beschikte. Saddam was daar aldus de ISG bewust vaag over en heeft herhaalde malen tegenover mensen in zijn omgeving gesuggereerd dat Irak ze wel zou hebben. Zelfs nog in maart 2003, dus vlak voor de inval, beweerde Saddam tegenover enkele van zijn ministers dat hij wel degelijk over massavernietigingswapens beschikte. Achteraf was dit vermoedelijk om het moreel van zijn troepen hoog te houden.

### Link met Al Qaida
Colin Powell gaf in een interview op 13 september 2004 toe dat hij geen bewijs gezien heeft voor de stelling dat Irak en Al Qaida banden zouden hebben. Donald Rumsfeld verklaarde op 5 oktober van datzelfde jaar in een hoorzitting met de Council on Foreign Relations dat hij evenmin hard bewijs had gezien.

## Oorlogsmisdrijven
In het BBC-programma Panorama van 12 mei 2025 legden voormalige Britse commando's verklaringen af over oorlogsmisdrijven die leden van de Britse special forces zouden hebben begaan bij missies in Irak (2003-2011) en Afghanistan (2001-2021). Het ging onder meer om het neerschieten van geboeide gevangenen en ongewapende burgers.

## Rol van de media
De oorlog werd door geselecteerde internationale journalisten verslagen. De meeste journalisten waren door het Pentagon 'ingebed' bij de verschillende legereenheden, vanwaar zij maar een beperkt deel van de oorlog te zien kregen. Het Pentagon regisseerde strak de informatie die het naar buiten bracht.
Enkele journalisten bleven gedurende de invasie in Bagdad.
Diverse media, waaronder de doorgaans gerespecteerde The New York Times, concludeerden ruim na afloop van de invasie dat hun berichtgeving in bepaalde gevallen niet objectief was geweest, maar gekleurd was ten gunste van de voorstanders van de oorlog.
Het verhaal van Jessica Lynch wordt door velen als typerend gezien. Lynch' eenheid verdwaalde tijdens een zandstorm en werd overmeesterd door Iraakse troepen. Zij werd enige tijd in een ziekenhuis verpleegd door de Irakezen. Onder toeziend oog van camera's werd zij vervolgens door commando's 'bevrijd', maar op dat moment waren de Irakezen al uit dat ziekenhuis vertrokken. Hoewel er door haar eenheid fouten waren gemaakt en haar bevrijding allesbehalve heldhaftig was, werd ze in de Amerikaanse media als een ware 'War Hero' gepresenteerd.

### Salam Pax
Tijdens de oorlog verschenen er getuigenverslagen onder de titel "Where is Raed?", die wereldwijd gevolgd werden. De auteur van deze blog, eerst bekend als the Baghdad Blogger, inmiddels bekend geworden onder het pseudoniem Salam Pax (beide woorden betekenen "vrede", het eerste in het Arabisch, het tweede in het Latijn), zet zich ook na de invasie in voor het verspreiden van nieuws omtrent de gebeurtenissen in Irak.

## Kosten
Tot 13 juni 2006 werd door het Amerikaanse Congres meer dan 320 miljard dollar gereserveerd voor de Irakoorlog. Dit is meer dan 2300 dollar per Amerikaanse belastingbetaler, en meer dan 200 miljoen dollar per dag. Ongeveer 4,5 miljard pond werd uitgegeven door het Verenigd Koninkrijk in Irak. Van de andere coalitieleden zijn geen exacte bedragen bekend, maar alleszins is het deel van de VS veruit het grootst.
Linda Bilmes, een Harvard-econoom, en Joseph Stiglitz, een voormalig econoom van de Wereldbank en professor aan de universiteit van Columbia, schatten in februari 2006 de totale kosten (directe én indirecte) van de Irakoorlog voor de Amerikaanse economie op circa 2 biljoen dollar indien Amerikaanse troepen tot 2015 in Irak aanwezig blijven. Hoewel de mogelijkheid bestaat dat de Amerikaanse troepen eerder terugkeren, maakt hun onderzoek duidelijk dat er veel meer kosten voor Amerika aan de oorlog verbonden zijn dan in officiële publicaties tot uiting komt. Medische kosten voor gewonde soldaten en de gestegen prijs van olie zijn twee factoren die expliciet aandacht krijgen in hun rapport. Overigens wijzen de auteurs erop dat hun schatting niet de kosten voor andere landen die in Irak actief zijn bevat, noch houden ze in hun schatting rekening met de kosten voor Irak zelf (zowel in financiële als niet-financiële zin).

## Slachtoffers en vluchtelingen
Er is nog steeds veel onduidelijkheid over hoeveel slachtoffers er aan Iraakse zijde zijn gevallen, vooral onder de burgers. Het volgens veel wetenschappers gerenommeerde Brits medische tijdschrift The Lancet publiceerde in oktober 2006 een onderzoeksrapport naar de extra doden sinds de val van het regime van Saddam Hoessein. Het resultaat was een schatting van 654.965 extra doden in juli 2006, met een marge tussen de 392.979 en 942.636. Daarvan waren er 601.027 (426.369–793.663) door geweld om het leven gekomen. De belangrijkste wetenschappelijke adviseur van het Britse ministerie van Defensie Sir Roy Anderson concludeerde dat de publicatie van The Lancet van de schatting van de 655.000 Iraakse doden qua methode goed onderbouwd was al vlak na publicatie in een interne memo, aldus de BBC.
In november 2004 had The Lancet ook al een onderzoek naar het aantal slachtoffers gepubliceerd. De schatting bedroeg toen zo'n 100.000, met een ruime marge van tussen de 8.000 en 194.000 doden. De onderzoekers gaven in het rapport aan geen onderscheid te kunnen maken tussen de burgerslachtoffers en de militaire slachtoffers. In het hoofdredactioneel commentaar sprak The Lancet echter van burgerslachtoffers, wat door sommigen als misleidend werd bestempeld, vooral omdat het vlak voor de Amerikaanse presidentsverkiezingen werd gepubliceerd.
Uit een recenter onderzoek zou blijken dat de oorlog in Irak al meer dan een miljoen Irakezen het leven heeft gekost in de periode tussen de invasie in maart 2003 en augustus 2007. Dit onderzoek werd uitgevoerd door twee onderzoeksbureaus, Opinion Research Business en het Independent Institute for Administration and Civil Society Studies.
De VN Vluchtelingenorganisatie UNHCR schatte in april 2007 dat er in het totaal 4,1 miljoen Irakezen ontheemd zijn door de Irakoorlog, waarvan er 2 miljoen buiten Irak op de vlucht zijn en 1,9 miljoen binnen Irak.)
Vanaf het begin van de oorlog vielen er 4469 doden bij de Amerikaanse coalitie, onder wie 4155 Amerikaanse militairen. Daarnaast vielen er onder de Amerikanen 30.324 gewonden als gevolg van vijandelijkheden.